# NK Primorje
NK Primorje var en fotbollsklubb i Slovenien. Klubben som spelade i den slovenska förstaligan hör hemma i staden Ajdovščina i västra Slovenien.
Klubben fick ekonomiska problem och lades ner 2011. Den återuppstod i juni 2011 under namnet Nogometno društvo Ajdovščina - ND Primorje.